# Gunderik
Gunderik var konge over de hasdingske vandaler fra 406 til sin død i 428. Han førte vandalerne gennem Gallien til Spanien. Fra 418 var han også konge over de overlevende silingske vandaler og alanerne i Spanien.

## De hasdingske vandaler
Vandalerne kendes fra romerske beretninger fra det 1. århundrede, og boede på det tidspunkt i det nuværende Polen. De delte sig senere i de silingske og de hasdingske vandaler, og sidstnævnte fik omkring år 180 den romerske kejsers tilladelse til at slå sig ned i det nuværende Ungarn, hvor de boede i mere end 200 år, og hvor de blev et rytterfolk. Omkring år 400 kom de under pres af de fremrykkende hunner, der også var ryttere, og som havde brug for hasdingernes græsningsområder ved Donau. De hasdingske vandaler var på dette tidspunkt ledet af kong Godegisel, og under hans ledelse brød hele folket op i 400 og drog over Donau ind i Romerriget. Alanerne i området slog følge med dem, og Torsten Jacobsen anfører noget så grundlæggende som mangel på mad, som den vigtigste årsag til opbruddet. De to stammer plyndrede romerske landbrugsområder i provinsen Pannonien, indtil det vestromerske riges magthaver, Stilicho - der var af vandalsk afstamning - i 401 fik forhandlet en aftale med dem, så de kunne bosætte sig som foederati i provinserne Noricum og Raetia II i det nuværende Østrig og sydligste Bayern. I 405 blev Noricum imidlertid invaderet og plyndret af en stor gotisk gruppe under Radagaisus, og det kan have været medvirkende til, at vandaler, alaner og nogle svebiske grupper i området brød op og drog vestpå mod Rhinen. De romerske grænsefæstninger langs Rhinen havde stærkt reduceret bemanding, og det blev udnyttet af de nærmeste naboer, alemannerne, der hærgede det nuværende Strasbourg og Speyer, mens burgunderne ribbede det nuværende Worms. De fleste vandaler og deres følgesvende tog en nordligere rute, der i 406 bragte dem i kontakt med frankerne. I forbindelse med udtyndingen langs Rhinen havde Stilicho indgået en aftale med frankerne om, at de skulle forsvare den nordlige del af grænsen, og det gjorde de. De hasdingske vandaler havde fået følgeskab af de silingske vandaler, men deres fælles styrke var ikke nok til at besejre frankerne. Kong Godegisel faldt i slaget, men vandalerne blev reddet, da deres alanske kampfæller kom til undsætning og drev frankerne tilbage. Godegisel blev afløst af Gunderik, der var hans ældste overlevende søn, og herefter var scenen sat til, at vandaler, alaner og de svebiske quader kunne forcere Rhinen ved Mainz, 31. december 406, med kurs mod Galliens rigdomme.

## Gunderiks regeringstid
Torsten Jacobsen anslår, at de to vandalske grupper sammen med alaner og sveber i alt udgjorde mellem 30 og 40 tusind krigere, fulgt af mellem 70 og 100 tusind kvinder, børn og gamle. De romerske grænsefæstninger var kun bemandet, så de kunne standse røverbander, mens større styrker skulle nedkæmpes af de enheder af felthæren, som normalt var stationeret længere inde i landet. Problemet var bare, at felthæren i Gallien var sendt til Italien for at nedkæmpe Radagaisus goter, så invasionshæren havde frit spil. De beredne vandaler og alaner kom vidt omkring, og adskillige befæstede byer blev indtaget, før forsvarerne nåede at komme på plads. En romersk general fra England - senere anerkendt som medkejseren Konstantin 3. - gik i land med sine legioner ved Boulogne i foråret 407. Han fik samlet de resterende tropper i det nordlige Gallien, men det betød blot, at vandalerne trak sydover, hvor de fortsatte deres plyndringer. Konstantins søn Constans fik til opgave at beskytte ruterne over Pyrenæerne til Spanien, men hans tropper var mere optaget af egne plyndringer, så i efteråret 409 kunne invasionshærene gå i gang med at tage den Iberiske halvø i besiddelse.

### Opdelingen af Spanien
Historikerne er enige om, at Spanien blev plyndret i årene 409-411, men derefter hører enigheden op. Torsten Jacobsen mener, at der blev lavet en aftale med kejser Konstantin 3.'s general, Gerontius, mens Peter Heather ikke kan finde beviser på en sådan aftale, men derimod muligvis en aftale med de lokale provinsråd, om en opdeling af landet. Under alle omstændigheder blev resultatet, at de hasdingske vandaler fik det østlige Galicien, sveberne det vestlige Galicien og de silingske vandaler fik Baetica. Alanerne fik de to store provinser Lusitania og Carthageniensis, og dette kan ses som tegn på, hvor svækkede vandalerne stadig var efter slaget mod frankerne i 406. Den femte provins, Tarraconensis, omkring det nuværende Barcelona, beholdt romerne. Den legitime vestromerske kejser, Honorius, havde ikke anerkendt delingen, og hans administration arbejdede fra første færd på at få områderne tilbage. Regimets stærke mand, Constantius, fik først nedkæmpet Konstantin 3., og derefter fik han udmanøvreret og udsultet visigoterne. De valgte en ny konge, Wallia, og var nu parate til at indgå som hjælpetropper i romersk tjeneste. Den fremmede besættelse af store dele af Spanien havde kostet kejserriget dyrt i manglende skatter og afgifter, men i 416 var den nye romersk-gotiske alliance parat til at slå igen. Historikeren Hydatius berettede:
| Citat | Alle de silingske Vandaler i Baetica blev udslettet af kong Wallia. Alanerne, som regerede over vandalerne og sveberne, led så store tab mod goterne, at, da deres konge, Addax, var død, havde de få overlevende ikke længere tanke for deres eget kongerige, men stillede sig under beskyttelse af Gunderik, kongen af de (hasdingske) vandaler, der havde bosat sig i Gallaecia. | Citat |
|       | |       |

Da visigoterne forlod Spanien i 418, gjorde Gunderik en ende på 18 års våbenbroderskab med sveberne. Hans nye magtposition, baseret på støtte fra alanerne og silingerne, åbnede mulighed for, at sveberne kunne tvinges ind under hans lederskab. I 419 indesluttede han den svebiske hær i de galiciske bjerge, men romerne sendte en undsætningshær, og i stedet blev det vandalerne, der måtte trække sig tilbage. Vandalerne og deres alanske støtter drog derefter til den sydlige provins Baetica, hvor det i første omgang lykkedes dem at holde stand mod et romersk angreb i 422. I midten af 420'erne var det vestromerske rige kastet ud i interne magtkampe, men vandalerne var helt på det rene med, at som uindbudte bosættere inden for landets grænser, var det kun et spørgsmål om tid, før de ville stå over for nye romerske hære. Der var brug for en mere holdbar løsning.
Gunderik udnyttede den romerske handlingslammelse til at erobre byen Cartagena og med brug af lokale søfolk lykkedes det de ellers meget landbaserede vandaler at plyndre de Baleariske Øer i 425. Gunderik døde i 428. Han havde to mindreårige sønner, men de usikre tider krævede voksne regenter, så i stedet tilfaldt kongetitlen hans halvbror Geiserik.

## Literatur
- Heather, Peter (2005), The Fall of the Roman Empire: A New History, Macmillan, ISBN 0-333-98914-7 (engelsk)
- Heather, Peter (2009): Empires and Barbarians: Migration, Development and the Birth of Europe, London, Macmillan, ISBN 978-0-330-49255-3. (engelsk)
- Jacobsen, Torsten Cumberland: A History of the Vandals. Westholme Publishing, Pennsylvania, 2012. ISBN 978-1-59416-159-9 (engelsk)